# Art Van Damme

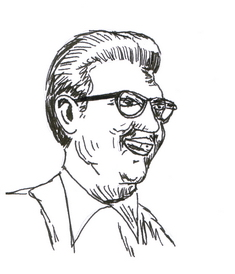
Art Van Damme

Art Van Damme (* 9. April 1920 in Norway, Michigan; † 15. Februar 2010 in Roseville, Kalifornien) war ein US-amerikanischer Jazz-Akkordeonist. Er interpretierte als erster von Benny Goodman inspirierten Swing auf dem Akkordeon; später war er im Bereich der Unterhaltungsmusik tätig.

## Leben und Wirken
Van Damme begann mit neun Jahren mit dem Akkordeon-Unterricht, nachdem er es erstmals auf dem Victrola seiner Eltern gehört hatte. Während seiner Schulzeit in Chicago, wohin die Familie Van Damme 1934 gezogen war, konzentrierte er sich auf traditionelle Akkordeonmusik und absolvierte eine klassische musikalische Ausbildung. Nach Beendigung der Schule verdingte er sich mit einem Trio (Akkordeon, Gitarre und Bass) in verschiedenen Clubs und Bars. Später kamen dann noch ein Schlagzeuger und ein Vibraphonist hinzu.
In den späten 1930er Jahren begann er immer mehr Elemente des damals äußerst populären Swings in seine Musik einzubauen. Insbesondere von Benny Goodman war er sehr stark beeinflusst, kopierte teilweise dessen Klarinettensolos auf dem Akkordeon. 1941 spielte er bei Ben Bernie, dann in verschiedenen Bands in der Region Chicago. Mit vier seiner Freunde gründete er dann um 1944 The Art Van Damme Quintet (auch als „Quintette“ geschrieben) und konnte für ein kleines Plattenlabel ein erstes Album aufnehmen.
Im Jahr 1945 stieß er zum NBC-Radio in Chicago, wo er bis 1960 als Studiomusiker arbeitete, selbst als er bereits eigenständig veröffentlichender Künstler war. Er veröffentlichte Alben für Capitol und Columbia Records, mit Titeln wie Cocktail Capers oder Martini Time. Bezeichnenderweise war seine Musik zur damaligen Zeit sehr stark an die swingende Pianomusik in Cocktailbars angelehnt. Daneben spielte er auch für Ella Fitzgerald, Dizzy Gillespie und andere.
Der relativ unspektakulär auftretende und bescheiden wirkende Art Van Damme genoss bald eine große Beliebtheit in jener Nische der Jazz-Szene, die am ehesten mit dem heutigen Lounge/Easy Listening vergleichbar war. Verschiedene Magazine brachten Titelgeschichten über ihn, obwohl er diesbezüglich nicht besonders gut vermarktbar war.
Mit der Zeit glich er seine Musik immer mehr dem traditionellen Jazz an. Bei Columbia Records, wo er 1952 bis 1965 unter Vertrag war, veröffentlichte er viele Platten, meist als Leiter kleinerer Gruppen. Aus dieser Zeit stammt auch sein wohl berühmtestes Album A Perfect Match, das er zusammen mit dem Gitarristen Johnny Smith aufnahm.
Nachdem Art Van Damme 1960 das NBC-Radio verlassen hatte, eröffnete er einen Musikladen und Akkordeonstudio in Chicago, gab aber das Konzertspielen nicht auf. Er gab an, er habe so viel Spielzeit, dass er es nicht nötig habe, zu üben. Während seiner aktiven Zeit als konzertierender Musiker trat er in unzähligen Clubs und Hotels in den USA, Europa und Australien auf, aber auch auf Festen und Hochzeiten von Freunden, auf denen er gratis spielte. Insgesamt reiste er rund vierzigmal nach Europa und spielte in den berühmtesten Clubs Amerikas der damaligen Zeit. Auch Auftritte in Fernsehshows wie The Tonight Show oder The Dinah Shore Show, beide auf NBC, waren keine Seltenheit.
Im Jahr 1965 lief sein Vertrag mit Columbia aus, und Van Damme wollte ihn nicht mehr verlängern, da er befürchtete, sich noch mehr dem Jazz-Mainstream anzunähern. Stattdessen unterschrieb er beim deutschen Jazz-Label MPS, für das er bis 1980 16 Alben produzierte. Seitdem wurden seine Veröffentlichungen und Konzerte rarer, meist nahm er Alben für kleinere Label auf. Er veranstaltete dann auch vermehrt Jazz- und Akkordeonkurse, die er als interessanter als Klubauftritte empfand, da die Kursteilnehmer intensiver zuhören würden. Mit Tony Dannon schrieb er zwei Bücher über Jazzarrangement (Jazz Magic).

## Wissenswertes
- Sein Lieblingsinstrument war ein 1952 hergestelltes Excelsior-Akkordeon
- Am 8. Januar 1992 verstarb der europäische Jazz-Akkordeonist Johnny Meijer in Amsterdam, Art Van Damme war ein großer Bewunderer seiner Art den swingenden Jazz auf dem Akkordeon zu interpretieren und besuchte daraufhin sein Grab und gab ihm zu Ehren ein Konzert in Amsterdam.

## Diskografie
- Cocktail Capers (Capitol, H178)
- More Cocktail Capers (Capitol, T300)
- More Cocktail Capers (Capitol, H300, 10″)
- The Van Damme Sound (Columbia, CL-544)
- 1953 Martini Time (Columbia, CL-630)
- 1953 Martini Time (Columbia, CL-6265, 10″)
- 1956 Manhattan Time (Columbia, CL-801)
- 1956 Art Van Damme & Miss Frances Bergen (Columbia, CL873)
- 1956 The Art Of Van Damme (Columbia, CL-876)
- They’re Playing Our Song (Columbia, CL-1227)
- Everything’s Coming Up Music (Columbia, CL-1382/CS-8177)
- 1960 Accordion a la Mode (Columbia, CL-1563/CS-8363)
- 1961 Art Van Damme Swings Sweetly (Columbia, CL-1794/CS 8594)
- 1962 A Perfect Match (Columbia, CL-2013/CS-8813)
- House Party (Columbia, CL-2585)
- 1964 Septet (Columbia, CS-8992)
- 1966 With Art Van Damme in San Francisco (MPS 15073; SABA SB 15073 ST)
- 1967 The Gentle Art of Art (MPS 15114)
- 1967 Ecstasy (MPS 15115; SABA, SB 15115 ST)
- Music For Lovers Harmony (Columbia, HS 11239)
- Many Mood Of Art (BASF, MC 25113)
- Star Spangled Rhythm (BASF, MC 25157) (Doppelset)
- 1968 Art In The Black Forest (MPS, MPS 15172)
- 1968 Lullaby In Rhythm (MPS, MPS 15 171)
- State Of Art (MPS, 841 413 2)
- 1969 On The Road (MPS, MPS 15235)
- 1969 Art & Four Brothers (MPS, MPS 15236)
- 1970 Blue World (MPS 15277; Pausa, PR 7027)
- 1970 Keep Going (MPS 15278; Pausa, PR 7104)
- 1972 Squeezin' Art & Tender Flutes (MPS 15372; Pausa, PR 7126)
- 1972 The Many Moods of Art
- 1973 Star Spangled Rhythm
- 1973 Invitation
- 1973/1979 So Nice! Art van Damme with Strings (MPS 15412)
- 1983 Art Van Damme & Friends (Pausa, PR 7151)
- The Art Of Van Damme (Phillips, B 07189)
- Pa Kungliga Djurgarden (Pi, PLP 005)
- Lover Man (Pickwick, SPC 3009)
- By Request (Sonic Arts Digital, LS12)
- Art & Liza (Svenska Media AB, SMTE 5003)
- 1995 Two Originals – Keep Going / Blue World
- 1998 Van Damme Sound / Martini Time (Collectables CD)
- 1999 Once Over Lightly / Manhattan Time (Collectables CD)
- 2000 State of Art (MPS 8414132)
- 2000 Accordion à la Mode / A Perfect Match
- 2006 Swinging The Accordion On MPS (Art van Damme in San Francisco)
- 2008 The Legend – “What’s New” The Scandinavian Tour (OcRecords, OcCD8104)